# Blaubarts Zimmer
Blaubarts Zimmer (im Original The Bloody Chamber and other stories) ist eine Märchensammlung für Erwachsene der britischen Schriftstellerin Angela Carter (1940–1992), die sie 1979 veröffentlichte. Auf Deutsch erschien das Buch in der Übersetzung von Sybil Gräfin Schönfeldt 1982 im Rowohlt Verlag als Blaubarts Zimmer mit dem Untertitel Märchen aus der Zwischenwelt; die 1985 erschienene Taschenbuchausgabe erhielt den Untertitel Märchen für Erwachsene.
Als Vorlage dienten klassische Märchen, die Carter verfremdete und denen sie sexuelle Akzente verlieh. Diesem Werk vorangegangen war die Essaysammlung The Sadeian Woman and the Ideology of Pornography (1978).

## Die Erzählungen
- Blaubarts Zimmer (nach Blaubart)
- Mister Lyons Werbung (nach Die Schöne und das Biest)
- Die Braut des Tigers (nach Die Schöne und das Biest)
- Gestiefelter Kater (nach Der gestiefelte Kater)
- Der Erlkönig (nach Erlkönig)
- Das Schneekind (nach Schneewittchen)
- Die Dame aus dem Haus der Liebe (nach Vampirella)
- Der Werwolf (nach Rotkäppchen)
- Die Gesellschaft der Wölfe (nach Rotkäppchen)
- Wolfs-Alice (nach Rotkäppchen und Alice im Wunderland)

## Verfilmung
Die Erzählungen Der Werwolf und Die Gesellschaft der Wölfe wurden von Angela Carter als Drehbuch verfasst und von dem irischen Regisseur Neil Jordan 1984 als Die Zeit der Wölfe mit Angela Lansbury, Sarah Patterson und David Warner verfilmt.